# Oxyopes attenuatus
Oxyopes attenuatus es una especie de araña del género Oxyopes, familia Oxyopidae. Fue descrita científicamente por L. Koch en 1878.
Habita en Australia (Queensland).